# جون فورست (سياسي)
جون فورست (بالإنجليزية: John Forrest)‏ هو سياسي أسترالي، ولد في 24 أغسطس 1949 في ميلدورا في أستراليا. حزبياً، نشط في الحزب الوطني الأسترالي. وقد انتخب عضو مجلس النواب الأسترالي عن دائرة Division of Mallee ‏ (13 مارس 1993 – 5 أغسطس 2013).